# Metamorphoses (musikalbum)
Metamorphoses är ett musikalbum av Jean-Michel Jarre som släpptes 2000.

## Låtlista
1. "Je me souviens" - 4:25
2. "C'est la vie" - 7:11
3. "Rendez-vous à Paris" - 4:19
4. "Hey Gagarin" - 6:20
5. "Millions of Stars" - 5:41
6. "Tout est bleu" - 6:01
7. "Love Love Love" - 4:26
8. "Bells" - 3:49
9. "Miss Moon" - 6:08
10. "Give Me a Sign" - 3:49
11. "Gloria, Lonely Boy" - 5:31
12. "Silhouette" - 2:29